# Entodon tosae
Entodon tosae är en bladmossart som beskrevs av Bescherelle 1899. Entodon tosae ingår i släktet Entodon och familjen Entodontaceae. Inga underarter finns listade i Catalogue of Life.